# Cacho Fontana
Norberto Palese (Buenos Aires; 23 de abril de 1932-5 de julio de 2022), conocido como Jorge Cacho Fontana, fue un periodista y  actor argentino de celebridad nacional. Dueño de una voz de características inconfundibles que le dieron celebridad nacional, entre 1956 y 1980, fue la voz de la radio argentina y uno de los más apreciados periodistas de televisión.

## Biografía
Hijo único de Antonio Palese y Nieves Filgueiras. De su primera mujer, la locutora Dora Palma, tuvo su hija Estela nacida en 1955. Durante doce años fue pareja de la actriz Beba Bidart a quien abandonó por la modelo Liliana Caldini. Con Caldini estuvo casado doce años, y tuvo dos hijas: las gemelas Lumila y Antonella. Su nombre artístico fue dado por su amiga Zulema Bucci, una antigua compañera de oficina.
Años después tuvo una relación con la modelo Marcela Tiraboschi, quien en 1992, lo demandó por lesiones (golpes de puño) e incitación a la droga, imputación por la que fue sobreseído cuatro años después.
En 2009 se le practicó una delicada intervención quirúrgica cardíaca.
El 15 de agosto de 2019 se tropezó en la vereda después de salir de un restaurante y fue trasladado de urgencia quedando internado en observación.
El 26 de abril de 2021 se informó que había muerto a causa de problemas en los pulmones, sin embargo, horas más tarde él y su hija salieron a desmentir su muerte confirmando que se sentía muy bien y que en pocos días le iban a dar el alta médica.
El 5 de julio de 2022 se dio a conocer su fallecimiento a los 90 años de edad.

## Trayectoria profesional

### Sus inicios
Se inició animando las noches del cabaret Chantecler y en el Tango-Bar invitado por su compañero de trabajo y presentador Jorge Loguarro (que se dedicó luego al teatro con el nombre artístico de Carlos Carella).

### Radio
Se incorporó a la radio en 1950 como locutor suplente contratado por Julio César Barton, relator de los radioteatros de la radio. Reemplazó a Jaime Font Saravia como animador del programa El relámpago con Luis Sandrini y Tita Merello. 
En 1949 ya era locutor estable de Radio Mitre de Buenos Aires iniciándose una de las más exitosas carreras en la radio y luego televisión argentina.
En 1967 dejó Radio Mitre por Radio Rivadavia, para integrar el equipo que transmitió el mundial de fútbol de 1966 con José María Muñoz y Enzo Ardigó.
En los años 70, condujo con singular éxito el Fontana Show, por Rivadavia. Por razones económicas, debió dejar esa radio  hacia 1973, y continuó  con Fontana Show en 1974 por radio Continental hasta 1981.Volvió a Rivadavia  en 1982, conduciendo el show noticioso Sexta edición. Al año siguiente, produjo el programa Radio reloj, por radio Del Plata, en donde se recuerda la entrevista al político Francisco Manrique, por haber emitido un fuerte exabrupto contra el general Ramón Camps, lo que culminó en el levantamiento del programa.
Tras estar en el período de 1984-1991 en Radio Belgrano conduciendo nuevamente el Fontana Show pasaría  a radio Nacional en 1992 y 1993 con el programa Fontana Nacional.
En 1994 llegaría a radio América para conducir Fontana Show aunque esta vez los sábados y domingos por la mañana. En 1996 pasó a radio La Red para conducir Fontana Show solo los sábados hasta 1998. 
En enero de 1999 llegaría a Radio 10 abriendo un espacio dominical titulado El espectacular argentino un programa de comentarios, entrevistas y música dedicado al tango.
El nuevo milenio recibiria a Fontana esta vez en FM,en el 2000 pasaría a conducir Fontana Show nuevamente de lunes a viernes por Aspen 102.3 durante dos años.Posteriormente tendría columnas en Rock & Pop,Pop Radio 101.5,Mega 98.3,La 100 y Metro 95.1.En 2012 y 2013 volvería a conducir Fontana Show por la FM "Wonder '80s" para luego pasar a "Back to the '80s" entre 2014 y 2015 y "Love '90s" de 2016 a 2018.   
El 4 de mayo de 2019 volvió a hacer radio en radio Nacional con "Un Cacho de Nacional" acompañado de su hija y su exesposa, programa de entrevistas emitido una vez por mes.
Entre 2020 y 2021 condujo por última vez Fontana Show por la "FM Tango Rosario", el programa fue semanal.

### Programas de TV
Protagonizó el Fontana Show durante dieciséis temporadas consecutivas con la colaboración de las locutoras María Esther Vignola y Rina Morán y guiones de Alberto Migré, Hugo Moser, Abel Santa Cruz, Miguel Coronato Paz y otros.
Hizo famoso al programa de preguntas y respuestas Odol pregunta y La campana de cristal además de Sexta edición y Video Show.
Inauguró la primera transmisión de televisión argentina en color el 17 de agosto de 1978 con el programa Video Show.
Prestó su voz e imagen para el comercial del lubricante "Súper Móvil" de YPF, cuyo eslogan fue "El Gardel de los lubricantes", haciendo un parangón con el cantante Carlos Gardel, diciendo que Súper Móvil "Cada vez lubrica mejor", en alusión a la frase "cada vez canta mejor" con la que se recuerda al tanguero.

### Premios
Ganó 14 premios Martín Fierro otorgados por APTRA, uno a la trayectoria, obtuvo el premio Konex de platino otorgado por la Fundación Konex y el premio Ondas español.

### Producción
En 1979 fue productor general del Canal 11 de televisión y el 8 de mayo de 1982 realizó junto a Pinky una maratón televisiva de 24 horas para recaudar fondos para la guerra de las Malvinas. 
En 1983 fue director artístico de radio Del Plata y en 1984 de radio Nacional, regresando a radio Rivadavia pero como director en 1986,aunque solo duró un año en el cargo.

### Películas
Participó de dos filmes, como intérprete Pobre mariposa (1986)  y Expertos en pinchazos (1979). También hizo la locución del tráiler del film Nada por perder.

### Década de 2000
A partir de 2006, realizó varias publicidades radiales y televisivas para laboratorios Monserrat y Eclair S.A. tanto institucionales como para sus especialidades medicinales Palatrobil, Kipergrip, Línea de laxantes Kritel y Pulmocler. El 27 de agosto de 2012, con el apoyo de Mario Pergolini, condujo desde los estudios de Vorterix, el Homenaje a los 90 años de la Radiodifusión que fue emitido por más de 100 radios de todo el país, conmemorando la transmisión que hiciera Enrique Telémaco Susini de la ópera Parsifal de Richard Wagner, desde la azotea del Teatro Coliseo, dando inicio a la programación de una de las primeras emisoras de radiodifusión en el mundo.